# 李嘉祐 (嘉慶進士)
李嘉祐（1764年1月14日—？），榜名成鐸，字眷之，號植亭，又號琪園，行一，廣西桂林府臨桂縣人，清朝政治人物。

## 生平
- 乾隆五十七年（1792年）壬子科舉人[2]
- 嘉慶七年（1802年）壬戌科進士
- 即補江津縣知縣
- 嘉慶十六年（1811年），任四川鄰水縣知縣，嘉慶十七年（1812年）增補鄰水縣志稿成，而後成《（道光元年）鄰水縣誌》
- 嘉慶二十一年五月，縁事降調捐復原官，引見准其捐復留於四川以知縣用[3]
- 嘉慶二十一年十一月，補授大寧縣知縣[4]
- 嘉慶二十三年，署萬縣知縣[5]
- 嘉慶二十五年，署宜賓縣知縣[6]
- 道光元年，任巴縣知縣
- 道光六年四月，籖掣雲南宜良縣知縣[7][8]
- 雲南蒙自縣知縣[9]